# Snemanje s križa (Rubens)
Snemanje s križa je osrednja plošča triptiha slike Petra Paula Rubensa iz leta 1612–1614. Še vedno je na svojem prvotnem mestu, v stolnici Matere Božje v Antwerpnu v Belgiji, skupaj z drugo veliko oltarno sliko Dviganje križa (Rubens). Tema je bila tista, na katero se je Rubens vedno znova vračal v svoji karieri. To posebno delo je 7. septembra 1611 naročila bratovščina Arquebusiers, katerih zavetnik je bil sveti Krištof.

## Kompozicija
Čeprav je olje na plošči v bistvu baročno, ima korenine v beneški tradiciji, nanj pa so verjetno vplivala tudi dela Daniela da Volterre, Federica Baroccija in Cigolija. Triptih v svoji sestavi in uporabi svetlobe spominja na rimsko obdobje Caravaggia.
Theophile Silvestre je v svojem O Rubensovem snemanju s križa – 1868 zapisal:
»Glavna tema je sestavljena iz devetih figur: na vrhu dveh lestev delavci spuščajo Kristusovo telo s pomočjo plašča, ki ga eden drži v zobeh, drugi v levi roki. Vsak se trdno nasloni na križeve krake, vsak se nagne naprej, da vodi Kristusa z roko, ki ostane prosta, medtem ko ga sveti Janez z eno nogo na lestvi in obokanim hrbtom najbolj energično podpira. Ena od Odrešenikovih nog se ustavi na čudovitem ramenu Magdalene, mrši njene zlate lase. Jožef iz Arimateje in Nikodem, postavljena na sredino lestve tako, da sta obrnjena drug proti drugemu, skupaj z obema delavcema v zgornjem delu slike tvorita kvadrat živahnih, a plebejskih figur. Devica, ki stoji ob vznožju križa, izteguje roke proti svojemu Sinu; Salome (pravilno, Marija Kleofe, ena od žensk, ki so bile navzoče pri Jezusovem križanju in je prinašala predmete za njegov pogreb), ki kleči, pobira njeno haljo. Na tleh sta vidna napis in bakren kotlič, kjer je trnova krona in žeblji v strjeni krvi. Množica, ki je bila vedno navdušena nad mučilnim spektaklom, se je z Golgote odpravila, ko je dnevna svetloba bledela. Po žrtvovanju na Kalvariji, kot to imenujejo v Svetem pismu, žalostno, temno nebo prečka luč, ki razsvetli ramena delavcev, katerih drzna drža spominja na kompozicojo Daniela da Volterra.«
Leta 1794 je Napoleon odstranil to sliko in Dviganje križa ter ju poslal v Louvre. Po njegovem porazu so jih leta 1815 so ju vrnili v stolnico.

## Druge različice
Poleg izvirnega dela za Antwerpen je Rubens naslikal še dve različici, ki raziskujeta isto temo.
| Različica                         | Leto nastanka | Trenutna lokacija              |
| --------------------------------- | ------------- | ------------------------------ |
| Snemanje s križa (Rubens, 1617)]] | 1616–17       | Palais des Beaux-Arts de Lille |
|                                   | 1617–18       | Ermitaž                        |